# 徐知诲
徐知诲（?—?），五代十国年间杨吴摄政徐温亲生第三子。
他二哥徐知询和徐温的养子徐知诰不合，徐知诲把徐知询的事情都告诉了徐知诰。最终徐知诰得胜，感谢徐知诲，任命他为镇南军节度使。徐知诲娶吕师造的庶女，徐知诲趁酒醉之机刺杀妻子。常常梦见妻子的鬼魂。后来镇守江西，不见吕氏。有家人从淮南来，在长江上，遇见吕氏送来自己的鞋。徐知诲看着那只鞋，发现妻子在身旁说，你以为我真的不来吗？不久，徐知诲暴卒。
其子徐游、徐景辽。